# Georg Beuchelt
Georg Beuchelt (ur. 3 stycznia 1852 w Zwickau, zm. 17 sierpnia 1913 w Zielonej Górze) – niemiecki przemysłowiec, inżynier i polityk związany z Zieloną Górą, założyciel fabryki Beuchelt & Co.
Ukończył szkołę techniczną w Chemnitz. Jako student odbywał praktyki w Duisburgu nad Renem. Dyplom inżyniera zdobył w Technische Hochschule w Dreźnie. W czasie wojny prusko-francuskiej 1870-1871 służył w piechocie.
Pierwszą pracę podjął w 1874 roku w zielonogórskiej filii Dolnośląskich Zakładów Budowy Maszyn (Niederschleisischen Maschinenbau AG, vormals Conrad Schiedt) w Zgorzelcu. Kiedy zakład upadł, 1 grudnia 1876 wraz z kolegą inżynierem Albertem Ribbeckiem, kupił w przetargu fabrykę, a cztery lata później stał się jej jedynym właścicielem.
Działalność rozpoczął od produkcji prostych maszyn rolniczych. W 1880 załoga składała się z sześciu robotników, mistrza, księgowego i gońca, rok później zatrudniał 83 robotników, 3 mistrzów, 4 inżynierów i 6 urzędników biurowych.
Miał kilka firm, oprócz fabryki biuro projektów i firmy budowlane. Budował mosty, wiadukty, hale dworcowe i inne konstrukcje stalowe, m.in. mosty we Wrocławiu (obecny Most Grunwaldzki), Poznaniu, Gorzowie Wielkopolskim, Frankfurcie, Berlinie, Kłodzku, dworzec w Poznaniu, zadaszenia ogrodu zoologicznego we Wrocławiu. Poza Niemcami znaczącymi obiektami wybudowanymi przez jego firmę Beuchelta są linia kolejowa Bagdad-Damaszek, palmiarnia w Bukareszcie, hala targowa w Focșani oraz zabudowa portu Haidar Pacha (tur. Haydarpaşa Limanı) na azjatyckim przedmieściu Stambułu. W latach rozkwitu w latach 1876–1926 wybudował łącznie 94 mosty na całym biegu Odry i na rzekach do niej wpadających, a kolejne 403 mosty drogowe i kolejowe na terenie całych Niemiec.
Dopiero w 1886 roku, 10 lat po założeniu firmy, zaczął wytwarzać wagony kolejowe. Były to nie tylko wagony towarowe, ale również wagony pasażerskie wszystkich klas, w tym jako pierwsze w Niemczech wagony pulmanowskie. Produkował także wagony pocztowe, cysterny i wagony-lodownie. Poza Niemcami były sprzedawane w Austrii, Brazylii, Danii, niemieckich koloniach w Afryce: Kamerunie, Tanganice, Togo, a także Turcji, Rosji i Włoszech. W ciągu pierwszych 40 lat wyprodukował on 24499 wagonów, w tym 20920 towarowych.
Był także radnym i przewodniczącym rady miejskiej. Przez kilkanaście lat (od 1899 do śmierci w 1913) jako poseł partii konserwatywnej (Deutschkonservative Partei) reprezentował miasto w pruskim Landtagu, a w latach 1907–1912 także w Reichstagu z okręgu wyborczego Legnica-Zielona Góra-Kożuchów. Był także fundatorem kościoła ewangelickiego (obecnie kościół pw. Najświętszego Zbawiciela) w Zielonej Górze. Na jego budowę przeznaczył w testamencie 50 tys. marek.
Prawdopodobnie nie założył rodziny – stworzone przez niego przedsiębiorstwo po śmierci założyciela przejęła jego siostra, Liddy Beuchelt. Pochowany został na nieistniejącym już Cmentarzu Zielonokrzyżowym – ewangelickiej części cmentarza, obecnego Parku Tysiąclecia w Zielonej Górze; jego grobowiec jest zachowany do dziś.